# DRS RQ-15 Neptune
O DRS RQ-15 Neptune é um veículo aéreo não tripulado desenvolvido nos Estados Unidos no início do século XXI. O seu design foi criado para operações marítimas, dado que tem, além de poder aterrar numa pista, tem também um casco para efectuar uma amaragem. Pode descolar de uma pista, da água ou ser lançado através de uma catapulta. Foi concebido para missões de reconhecimento.